# Hydroniscus vitjazi
Hydroniscus vitjazi là một loài chân đều trong họ Haploniscidae. Loài này được Birstein miêu tả khoa học năm 1963.